# Estero Quidico
El estero Quidico es un río de corto caudal y longitud que nace entre las ciudades de Arauco y Lebu en la provincia de Arauco y fluye hasta desembocar en el océano Pacífico.
No debe ser confundido con el río Quidico que fluye 100 kilómetros más al sur.

## Trayecto
Nace a 1875 msnm y fluye en una dirección general NE-SW con una longitud de 16,7 km.: 34 

## Caudal y régimen
Todas las cuencas incluidas entre las cuencas costeras Carampangue-Lebu presentan un régimen pluvial. : 87 
No existe en la cuenca una estación fluviométrica.: 74 

## Historia
Luis Risopatrón lo describe brevemente en su Diccionario Jeográfico de Chile de 1924:: 733 
Quidico (Riachuelo de) 37° 23' 73° 37' Es costanero, de corto curso, baña el fundo del mismo nombre i otros terrenos de cultivo i desemboca en el Pacífico, hacia el S E de la caleta de Yane. 62, I, p. 126; 126, 1908, mapa; i 155, p. 614; i Quirico error litográfico en 156.